# 休氏拟啄木鸟
休氏拟啄木鸟（学名：Psilopogon incognitus）也作休氏拟鴷，一种分布于东南亚中南半岛地区的䴕形目鸟类，隶属于拟啄木鸟科拟啄木鸟属。本种由英国鸟类学家艾伦·奥克塔维恩·休谟于1874年描述发表。